# Łagów (gromada w powiecie zgorzeleckim)
Łagów (od 31 XII 1961 Trójca) – dawna gromada, czyli najmniejsza jednostka podziału terytorialnego Polskiej Rzeczypospolitej Ludowej w latach 1954–1972.
Gromady, z gromadzkimi radami narodowymi (GRN) jako organami władzy najniższego stopnia na wsi, funkcjonowały od reformy reorganizującej administrację wiejską przeprowadzonej jesienią 1954 do momentu ich zniesienia z dniem 1 stycznia 1973, tym samym wypierając organizację gminną w latach 1954–1972.
Gromadę Łagów z siedzibą GRN w Łagowie utworzono – jako jedną z 8759 gromad na obszarze Polski – w powiecie zgorzeleckim w woj. wrocławskim, na mocy uchwały nr 34/54 WRN we Wrocławiu z dnia 2 października 1954. W skład jednostki weszły obszary dotychczasowych gromad Łagów, Jędrzychowice i Jerzmanki ze zniesionej gminy Jerzmanki w tymże powiecie. Dla gromady ustalono 15 członków gromadzkiej rady narodowej.
1 stycznia 1960 do gromady Łagów włączono obszar zniesionej gromady Trójca oraz wsie Kunów i Tylice ze zniesionej gromady Osiek Łużycki w tymże powiecie.
31 grudnia 1961, na mocy uchwały nr 20 WRN we Wrocławiu z 6 października 1961, do gromady Łagów miano włączyć wsie Gronów, Sławnikowice i Żarska Wieś ze zniesionej gromady Żarska Wieś w tymże powiecie, a gromadę Łagów znieść, przenosząc siedzibę GRN z Łagowa do Trójcy i zmieniając nazwę jednostki na gromada Trójca. Mimo opublikowania uchwały w Dzienniku WRN z 20 grudnia 1961, Rada Ministrów uchwałą nr 510/61 z 28 listopada 1961 odmówiła zatwierdzenia aktualnego punktu uchwały WRN, przez co do zmian tych nie doszło.
Gromada przetrwała do końca 1972 roku, czyli do kolejnej reformy gminnej. 